# IS Halmia
La Sociedad Deportiva Halmia (en sueco, Idrottssällskapet Halmia) es un club de fútbol de Suecia, de la ciudad de Halmstad. Fue fundado en 1907 y juega en la División 2 Västra Götaland.
Se convirtió en 1932 en el primer equipo de Halmstad llegar Allsvenskan, la liga mayor de fútbol en Suecia.
Las acciones del club Vall Örjans con su rival de muchos años, Halmstads BK. Todavía mantiene el récord de asistencia con 20 381 espectadores de un partido de clasificación en 1962.
El club tiene en total jugó 11 años en la liga de fútbol y 44 años en la liga más alta siguiente. . Sin embargo, ha tenido menos éxito en los últimos años.

## Partidarios
- Boije Svensson
- Per Gessle
- Bengt Johansson
- Ola Lindgren
- Bengt Hansson
- Jörgen Andersson
- Thomas Pettersson
- Lars-Börje Hasselberg
- Lars-Gunnar Blom
- Susanne Erlandsson
- Kerstin Carlsson